# Saint-Fraimbault-de-Prières
Saint-Fraimbault-de-Prières là một xã của tỉnh Mayenne, thuộc vùng Pays de la Loire, tây bắc nước Pháp.